# Cy Goddard
Cy Goddard (サイ ゴダード Sai Godādo?, 2 de abril de 1997) es un futbolista británico, nacionalizado japonés, que juega en la demarcación de delantero para el Lee Man de la Liga Premier de Hong Kong.

## Selección nacional
Nació en Londres, de padre ingles y madre japonesa, ha representado a Japón en los niveles sub-16 y sub-17.

## Clubes
| Club                                  | País           | Año           |
| ------------------------------------- | -------------- | ------------- |
| Tottenham Hotspur F. C.               | Inglaterra     | 2018          |
| Benevento Calcio                      | Italia         | 2018-2021     |
| Pafos F. C. (Cedido)                  | Chipre         | 2019-2020     |
| Mumbai City F. C. (Cedido)            | India          | 2020-2021     |
| Central Coast Mariners F. C. (Cedido) | Australia      | 2021-2022     |
| Detroit City F. C. (Cedido)           | Estados Unidos | 2022-2023     |
| Odisha F. C.                          | India          | 2023-2024     |
| Hyderabad F. C.                       | India          | 2024-2025     |
| Lee Man F. C.                         | Hong Kong      | 2025-presente |

## Palmarés

### Títulos nacionales
| Título             | Club              | País  | Año     |
| ------------------ | ----------------- | ----- | ------- |
| Superliga de India | Mumbai City F. C. | India | 2020-21 |